# Nationalratswahlkreis Jura
Der Nationalratswahlkreis Jura ist ein Wahlkreis bei Wahlen in den Schweizer Nationalrat. Er umfasst den gesamten Kanton Jura und besteht seit 1979.

## Entstehung, Wahlverfahren und Sitzzahl
Der Nationalratswahlkreis Jura entstand 1979 anlässlich der Kantonsgründung (bzw. Abspaltung vom Kanton Bern). Es wird das Proporzwahlrecht angewendet, bei der die Sitze im Verhältnis zu allen abgegebenen Stimmen auf die zur Auswahl stehenden Listen verteilt werden. Aufgrund der Bevölkerungsgrösse standen dem Wahlkreis Jura stets 2 Sitze zur Verfügung.

## Nationalräte
- G = Gesamterneuerungswahl
- N = Nachrücker

| Datum      | Wahl | Gewählte | Gewählte             | Partei |
| ---------- | ---- | -------- | -------------------- | ------ |
| 21.10.1979 | G    |          | Gabriel Roy          | PCSI   |
| 21.10.1979 | G    |          | Jean Wilhelm         | CVP    |
|            |      |          |                      |        |
| 23.10.1983 | G    |          | Pierre Etique        | FDP    |
| 23.10.1983 | G    |          | Valentine Friedli    | SP     |
|            |      |          |                      |        |
| 18.10.1987 | G    |          | Gabriel Theubet      | CVP    |
| 18.10.1987 | G    |          | Pierre Etique        | FDP    |
|            |      |          |                      |        |
| 20.10.1991 | G    |          | Gabriel Theubet      | CVP    |
| 20.10.1991 | G    |          | Pierre Etique        | FDP    |
|            |      |          |                      |        |
| 06.12.1993 | N    |          | Alain Schweingruber  | FDP    |
|            |      |          |                      |        |
| 22.10.1995 | G    |          | François Lachat      | CVP    |
| 22.10.1995 | G    |          | Jean-Claude Rennwald | SP     |
|            |      |          |                      |        |
| 24.10.1999 | G    |          | François Lachat      | CVP    |
| 24.10.1999 | G    |          | Jean-Claude Rennwald | SP     |
|            |      |          |                      |        |
| 19.10.2003 | G    |          | Pierre Kohler        | CVP    |
| 19.10.2003 | G    |          | Jean-Claude Rennwald | SP     |
|            |      |          |                      |        |
| 21.10.2007 | G    |          | Jean-Claude Rennwald | SP     |
| 21.10.2007 | G    |          | Dominique Baettig    | SVP    |
|            |      |          |                      |        |
| 23.10.2011 | G    |          | Jean-Paul Gschwind   | CVP    |
| 23.10.2011 | G    |          | Pierre-Alain Fridez  | SP     |
|            |      |          |                      |        |
| 18.10.2015 | G    |          | Jean-Paul Gschwind   | CVP    |
| 18.10.2015 | G    |          | Pierre-Alain Fridez  | SP     |
|            |      |          |                      |        |
| 19.10.2019 | G    |          | Jean-Paul Gschwind   | CVP    |
| 19.10.2019 | G    |          | Pierre-Alain Fridez  | SP     |
|            |      |          |                      |        |
| 22.10.2023 | G    |          | Pierre-Alain Fridez  | SP     |
| 22.10.2023 | G    |          | Thomas Stettler      | SVP    |

## Wähleranteile
Nachfolgend findet sich eine Übersicht über die Wähleranteile der verschiedenen Parteien und Listen seit Gründung des Kantons Jura.
| Jahr | SP       | CVP/Mitte | SVP    | Grüne  | FDP    | glp   | PCSI     | Weitere                       | Jahr |
| ---- | -------- | --------- | ------ | ------ | ------ | ----- | -------- | ----------------------------- | ---- |
| 1979 | →Weitere | 37,7 %    |        |        | 30,9 % |       | →Weitere | Gem. Liste SP/PCSI 31,4 %     | 1979 |
| 1983 | 17,8 %   | 25,1 %    | 2,0 %  |        | 28,8 % |       | 11,8 %   | J. Wilhelm 14,5 %             | 1983 |
| 1987 | 25,5 %   | 33,0 %    |        |        | 33,4 % |       | 8,1 %    |                               | 1987 |
| 1991 | 28,8 %   | 36,0 %    |        |        | 35,1 % |       |          |                               | 1991 |
| 1995 | 32,4 %   | 38,2 %    |        |        | 29,5 % |       |          |                               | 1995 |
| 1999 | 34,2 %   | 39,2 %    | 7,2 %  |        | 19,5 % |       |          |                               | 1999 |
| 2003 | 34,2 %   | 39,4 %    | 8,3 %  |        | 16,3 % |       |          | EDU 1,8 %                     | 2003 |
| 2007 | 36,9 %   | 25,0 %    | 13,7 % |        | 13,4 % |       | 11,0 %   |                               | 2007 |
| 2011 | 30,8 %   | 33,2 %    | 15,5 % | 11,0 % | 9,5 %  |       |          |                               | 2011 |
| 2015 | 23,7 %   | 27,6 %    | 12,9 % | 7,3 %  | 16,8 % |       | 6,6 %    | CS – POP 3,8 %, Diverse 1,4 % | 2015 |
| 2019 | 27,0 %   | 22,8 %    | 14,5 % | 15,6 % | 9,1 %  |       | 9,6 %    | EVP 1,4 %                     | 2019 |
| 2023 | 29,6 %   | 26,5 %    | 19,1 % | 11,1 % | 8,7 %  | 2,4 % |          | HelvEthica 1,8 %, EVP 0,9 %   | 2023 |